# Affaire des disparus du Beach
L’affaire des disparus du Beach est un assassinat collectif orchestré par des hauts responsables d'État, qui s'est déroulé entre le 5 et le 14 mai 1999 au débarcadère fluvial de Brazzaville dit Beach de Brazzaville en République du Congo sous la présidence du général  Denis Sassou-Nguesso arrivé au pouvoir deux ans plus tôt à la suite d'un coup d'état militaire en 1997.    

## Contexte
En avril 1999, dans un souci d'apaisement alors que la guerre civile du Congo-Brazzaville prenait fin, Denis Sassou annonce la réconciliation nationale. Il signe des accords avec la République démocratique du Congo et le HCR pour le retour de milliers de réfugiés qui avaient fui la guerre civile en se réfugiant à Kinshasa, l'épée de Damoclès sur le pouvoir de Brazzaville.
Le premier retour de familles (adultes, femmes, enfants) a lieu par la « traversée du Beach » (navette fluviale qui effectue les liaisons Brazzaville-Kinshasa), et comprend environ 1 500 personnes, sous le contrôle du HCR. Ces personnes sont accueillies dès leur arrivée au port fluvial du Beach de Brazzaville par des dizaines de personnalités gouvernementales et militaires (dont le Ministre de la Santé selon certains témoins) puis, une fois celle-ci partie, interpelées par des militaires appartenant probablement à la garde présidentielle, triées, les jeunes et hommes valides (peut-être soupçonnés d'appartenir aux Ninjas, milice privée de Bernard Kolélas, opposant de Denis Sassou  ou originaires de la région du pool, région située au sud du Congo) étant acheminés par convois dans des camps ou vers la résidence privée du président Sassou à Mpila selon les sources concordantes. À partir de ce moment, toute trace de ces personnes est perdue. Certaines rumeurs parlent de personnes entassées vivantes dans des containers, qui auraient été soudés et jetés dans le fleuve, ou incendiés dans les locaux de la  résidence présidentielle de Mpila.
Un container a été retrouvé, entrainé par le courant, au niveau des cataractes.
Les opérations étaient coordonnées par le général Moko Hilaire, neveu du général président Denis Sassou. 
Quelques personnes pourront échapper à ce destin tragique, et viendront témoigner. On parle entre autres d'un métis qui dès son arrivée à Brazzaville a été autorisé à sortir de la file d'attente.

## Procès

### À Brazzaville
Seules quelques familles, regroupées dans une association de victimes, oseront porter plainte pour la disparition de 353 personnes. L'affaire est rapidement enterrée mais en août 2000, la justice congolaise accepte d'ouvrir une procédure judiciaire.
Le procès a lieu à Brazzaville en 2005.
Du côté du pouvoir, plusieurs hauts responsables seront défendus par des avocats congolais, mais aussi le Français Maître Vergès.
Le déroulement du procès sera retransmis sur la télévision congolaise pendant quelques semaines. Quelques heures avant le verdict, les militaires menacent, dans le cas où leur hiérarchie serait condamnée, de faire une descente et des exactions dans le quartier de Poto-Poto.
Le verdict reconnaîtra, coupables de la disparition de 85 personnes, seize dirigeants (cadres et officiers supérieurs), accompagné de différentes condamnations. Cependant, ces responsables, vu leurs fonctions au sein du gouvernement, seront dispensés de peine, et reprendront leur activité normale, en toute quiétude. Les autorités reconnaissent leur responsabilité en accordant aux familles des 85 personnes disparues 15 000 euros d'indemnités. Certains responsables militaires citèrent le nom du général-président Denis Sassou Nguesso comme étant le principal instigateur de ces massacres collectifs. 

### En France
Des plaintes pour torture, disparitions forcées et crimes contre l'humanité sont déposées en France en décembre 2001 par la FIDH, la LDH, l’OCDH (Observatoire Congolais des Droits de l'Homme). En 2002 une enquête est ouverte, sur le principe de la compétence universelle, qui autorise la France à enquêter sur des faits commis à l'étranger lorsqu'une personne mise en cause se trouve en France ou y a des liens forts au moment de l’ouverture de l’enquête. 
Les plaintes visent principalement le Président de la République le général Denis Sassou-Nguesso, le général Pierre Oba, Ministre de l’intérieur, le général Blaise Adoua, Commandant de la Garde présidentielle, le général Norbert Dabira, Inspecteur général des Armées et Jean-François Ndengue, directeur de la police nationale congolaise alors chargé de la sécurité du port fluvial au moment des faits. Instruite au Tribunal de grande instance de Meaux où deux responsables congolais, Dabira et Ndengue, ont une double résidence et sont placés en garde à vue mais remis en liberté, l'affaire se heurte à de nombreuses difficultés, le juge Jean Gervillié étant soumis à des pressions sur ses prérogatives d’instruction. Le quotidien L'Express souligne l'intervention de l’Élysée et du ministre de l'Intérieur Dominique de Villepin dans la décision de la cour d'appel de Paris (réunit en urgence à deux heures du matin) de libérer les suspects.
Cependant, le 10 janvier 2007, la Cour de cassation française a en effet ordonné la poursuite de l'instruction annulée en 2004 par la Cour d'appel de Paris pour vice de forme. Le 9 avril 2008, la cour de cassation confirme que la justice française est compétente pour poursuivre les auteurs de crimes commis qui ont conduit au massacre de plusieurs centaines de personnes au Beach de Brazzaville en avril et mai 1999.
La justice française suit depuis son cours à travers son pôle spécialisé dans les crimes contre l'humanité, crimes et délits de guerre.
En août 2013, à l'occasion d'un voyage en France le général Norbert Dabira est mis en examen.
L’affaire des disparus du Beach de Brazzaville constitue une vraie nébuleuse due au fait que le rapatriement de ces réfugiés était encadré par un accord tripartite signé le 10 avril 1999 entre le Haut-Commissariat des Nations unies aux Réfugiés (HCR), le gouvernement de la RDC et celui de République du Congo qui portait sur l’organisation d’un couloir humanitaire.
Dénoncée par le HCR dès le 18 juin 1999, puis relayée par les médias et les organisations des Droits de l’homme nationaux et internationaux, l’affaire des disparus du Beach de Brazzaville continue d’occuper depuis les pages des chroniques judiciaires à Brazzaville au Congo, à Paris en France, à Bruxelles en Belgique et à la Haye aux Pays Bas par exemple, malgré le jugement rendu par la Cour Criminelle de Brazzaville en 2005.
Le 20 juin 2007, la chambre d’instruction de la Cour d’appel de Versailles s’était prononcée sur la reprise des investigations. Jusqu’à présent, la procédure judiciaire engagée par les autorités de Brazzaville n’avait pas permis d'appréhender les auteurs des faits. Pour Paris, la meilleure façon de rendre la justice dans cette affaire est d’engager une procédure judiciaire en France au nom de la compétence universelle[réf. nécessaire].

### En droit international
La République du Congo dépose le 9 décembre 2002 une requête introductive d'instance contre la France auprès de la Cour Internationale de Justice pour "faire annuler les actes d'instruction et de poursuite accomplis par la justice française". 
Alors que les audiences devaient s'ouvrir le 6 décembre 2010, le Congo retire sa requête introductive d'instance le 5 novembre 2010. 